# Médaille Darwin-Wallace
Ne doit pas être confondu avec Médaille Darwin.
La médaille Darwin-Wallace (anglais : Darwin-Wallace Medal) est une distinction remise par la Linnean Society of London pour récompenser des « personnes ayant fait avancer de manière significative la biologie de l'évolution ».
Cette médaille commémore la lecture, le 1er juillet 1858, à la Linnean Society of London d'« On the Tendency of Species to form Varieties; and on the Perpetuation of Varieties and Species by Natural Means of Selection (en) », article scientifique regroupant deux textes (dont un extrait de L'Origine des espèces) de Charles Darwin et un essai (de) d'Alfred Russel Wallace, première présentation publique de leurs théories respectives de l'évolution.
Originellement remise à plusieurs chercheurs en 1908 et 1958 pour célébrer le cinquantenaire puis le centenaire de cette conférence, et le 12 février 2009 pour célébrer le bicentenaire de la naissance de Darwin, la médaille Darwin-Wallace est depuis 2010 remise annuellement, généralement à un seul chercheur.
Hormis celle remise à Wallace lui-même en 1908, en or, cette médaille est depuis l'origine en argent.

## Lauréats de 1908
- Médaille d’or
  - Alfred Russel Wallace (1823-1913)
- Médailles d’argent
  - Joseph Dalton Hooker (1817-1911)
  - Sir Francis Galton (1822-1911)
  - Ernst Haeckel (1834-1919)
  - Sir Edwin Ray Lankester (1847-1929)
  - Eduard Adolf Strasburger (1844-1912)
  - August Weismann (1834-1914)

## Lauréats de 1958
- Edgar Shannon Anderson (1897-1969)
- Maurice Caullery (1868-1958)
- Sir Ronald Aylmer Fisher (1890-1962)
- Carl Rudolf Florin (1894-1965)
- John Burdon Sanderson Haldane (1892-1964)
- Roger Heim (1900-1979)
- John Hutchinson (1884-1972)
- Sir Julian Huxley (1887-1975)
- Ernst Mayr (1904-2005)
- Hermann Joseph Muller (1890-1967)
- Yevgeny Pavlovsky (1884-1965)
- Bernhard Rensch (1900-1990)
- George Gaylord Simpson (1902-1984)
- Carl Johan Fredrik Skottsberg (1880-1963)
- Erik Stensiö (1891-1984)
- Hugh Hamshaw Thomas (1885-1962)
- Göte Wilhelm Turesson (1892-1970)
- Victor Van Straelen (1889-1964)
- David Meredith Seares Watson (1886-1973)
- John Christopher Willis (1868-1958) (posthume)

## Lauréats de 2009
Les lauréats pour le cent-cinquantenaire de la conférence sont annoncés le 27 mai 2008 par la Linnean Society, mais les médailles elles-mêmes ne sont remises que le 12 février 2009, pour célébrer le bicentenaire de la naissance de Darwin.
- Nick Barton (en) (1955-)
- Mark Wayne Chase (1951-)
- Bryan Clarke (1932-2014)
- Joseph Felsenstein (1942-)
- Stephen Jay Gould (1941-2002) (posthume)
- Peter R. Grant et Rosemary Grant (1936-)
- James Mallet (en) (1955-)
- Lynn Margulis (1938-2011)
- John Maynard Smith (1920-2004) (posthume)
- Mohamed Noor (en)
- H. Allen Orr (1960-)
- Linda Partridge (1950-)

## Lauréats annuels depuis 2010
- 2010 : Brian Charlesworth
- 2011 : James Lake
- 2012 : Loren H. Rieseberg
- 2013 : Godfrey Hewitt (en)
- 2014 : Dolph Schluter
- 2015 : Roger Butlin (de)
- 2016 : Pamela Soltis (en) et Douglas Soltis (en)
- 2017 : John Thompson (de)
- 2018 : Josephine Pemberton
- 2019 : David Reich et Svante Pääbo
- 2020 : Spencer Barrett (en)
- 2021 : Sarah Otto (en)
- 2022 : David Jablonski (en)
- 2023 : Ziheng Yang (en)
- 2024 : Peter Crane (en)